# Orthophytum fosterianum
Orthophytum fosterianum é uma espécie de planta do gênero Orthophytum e da família Bromeliaceae. 

## Taxonomia
A espécie foi descrita em 1958 por Lyman Bradford Smith. 

## Forma de vida
É uma espécie rupícola e herbácea. 

## Descrição
| Caule                         | Caule                      |
| ----------------------------- | -------------------------- |
| caule                         | curto caulescente          |
| Folha                         |                            |
| folha                         | formando roseta            |
| lâmina foliar                 | levemente coriácea         |
| lâmina foliar - face abaxial  | densamente lanoso lepidota |
| Inflorescência                |                            |
| inflorescência                | pedunculada                |
| pedúnculo                     | longo                      |
| indumento dos pedúnculos      | densamente lanoso lepidoto |
| inflorescência                | composta                   |
| inflorescência                | em espiga de espiga        |
| Flor                          |                            |
| bráctea floral - face abaxial | lanoso lepidota            |
| bráctea floral - face adaxial | glabra                     |
| bráctea floral                | verde                      |
| sépala                        | verde                      |
| pétala                        | branca                     |

## Conservação
A espécie faz parte da Lista Vermelha das espécies ameaçadas do estado do Espírito Santo, no sudeste do Brasil. A lista foi publicada em 13 de junho de 2005 por intermédio do decreto estadual nº 1.499-R. 

## Distribuição
A espécie é encontrada no estado brasileiro do Espírito Santo. 
A espécie é encontrada no domínio fitogeográfico de Mata Atlântica, em regiões com vegetação de vegetação sobre afloramentos rochosos.